# Oelbubuk
Oelbubuk is een bestuurslaag in het regentschap Timor Tengah Selatan van de provincie Oost-Nusa Tenggara, Indonesië. Oelbubuk telt 1689 inwoners (volkstelling 2010).